# Cerfignano
Cerfignano è un paese della provincia di Lecce, frazione di Santa Cesarea Terme.
Collocato nel basso Salento, vicino al mare, alla distanza di circa km 3,25. La rispettiva parrocchia, intitolata alla Visitazione di Maria Vergine, appartiene alla Diocesi di Otranto.

## Toponomastica
Secondo una tradizione del paese il nome deriverebbe da Cervinius, un centurione romano.
Secondo un'altra tesi, il paese deve il nome di Cerfignano (Cervineanum) all'abbondanza dei cervi. Lo stemma cittadino raffigura un cervo che si sta abbeverando ad una fonte, con alle spalle un albero di ulivo.
Per una terza ipotesi, il nome deriva da un termine greco che significa "pietra sacra in forma piramidale": Cerfignano sorge, infatti, in un territorio ricco di monumenti megalitici.

## Storia
Non si hanno notizie certe sulle sue origini: Si ipotizza che il centro fu fondato dai Greci, i quali si stabilirono nel punto più alto del territorio.
In epoca romana vi transitava una strada basolata di cui resta un tratto, forse la continuazione della via Traiana Salentina che univa Taranto a Brindisi e si protraeva verso sud fino al basso Salento. Alcune fonti parlano di Cerfignano, in tempi antichi, come luogo di concentramento militare dipendente da Otranto.
Intorno all'anno Mille in Terra d'Otranto, si insediarono i monaci basiliani, che praticavano il rito orientale: nelle campagne intorno a Cerfignano sono presenti testimonianze dei loro antichi insediamenti, come ad esempio, le grotte scavate nella roccia della zona denominata, appunto, "Crutti".
L'abitato attuale di Cerfignano è attestato a partire dal 1190, quando Tancredi d'Altavilla concesse al barone Roberto Anibaldo il casale di Cerfignano, che da allora divenne dipendenza di Minervino di Lecce. Nel 1464 il casale dipendeva dal Contado di Castro (Puglia). Tra le famiglie feudatarie sono ricordati i Ventura e i Rossi.
Nel 1589 il nome del paese era Zirfignano come noto da tavole toponomastiche.
Cerfignano fu comune autonomo fino al 1829, quando un regio decreto ne stabilisce l'unione in amministrazione comunale a Minervino di Lecce. Nel 1913 Cerfignano è distaccata da Minervino per formare, con Vitigliano e Marina di Santa Cesaria un comune autonomo, Santa Cesarea Terme.

## Monumenti e luoghi d'interesse
- Chiesa Madre "Visitazione di Maria Vergine" A.D. 1806
- Cappella di San Giuseppe (sec. XVII)
- Cappella di Sant'Aloya (sec. XVII)
- Cappella della Madonna dell'Idri (sec. XVIII)
- Cappella di Sant'Antonio A.D. 1938
- Chiesa dell'Immacolata (sede della omonima Confraternita)
- Colonna Votiva "Osanna" (la più antica colonna votiva del Salento)
- Monumento ai Caduti in Guerra A.D. 1977
- Monumento a San Pio da Pietrelcina A.D. 2000
- Monumento a San Giovanni Paolo II° A.D. 2017

## Eventi
- 19 marzo: Tradizionali 'Tavole di San Giuseppe'
- Venerdì precedente alla Domenica delle Palme: festa e processione dell'Addolorata (Compassio Virgini).
- Venerdì Santo: Processione dei Sacri Misteri  (a cura della Confraternita dell'Immacolata).
- Domenica di Pasqua: Rogo della Caremma e fuochi d'artificio a mezzogiorno
- 1º maggio: Manifestazioni socio-culturali per la Festa del Lavoro (a cura del Circolo A.C.L.I.)
- Giugno: Festa della Primavera (olimpiadi dell'amicizia nello sport,a cura dell'Oratorio Parrocchiale "K. Wojtyla")
- 11 e 12 agosto: Sagra degli Antichi Sapori (a cura dell'Oratorio Parrocchiale "K. Wojtyla")
- 18 agosto: Festa patronale di Sant'Antonio da Padova
- Seconda Domenica di novembre: Giornata del Ringraziamento (a cura del Circolo A.C.L.I.)

## Realtà associative presenti sul territorio
- FRATRES Gruppo Donatori di Sangue di Santa Cesarea Terme
- Gruppo un Mondo a Colori di Santa Cesarea Terme
- PRO LOCO di Santa Cesarea Terme
- Associazione Culturale Filarmonica VOX MARIS
- A.C.L.I. SANTA CESAREA TERME Associazioni Cristiane Lavoratori Italiani
- ASD "K. Wojtyla" - Associazione Sportiva Dilettantistica
- APS Oratorio Parrocchiale ANSPI "K. Wojtyla"
- Ass. Centro di Studi e Politica "G. Toniolo" di Cerfignano